# Mary Lee Woods
Mary Lee Woods (Birmingham, Reino Unido, 12 de marzo de 1924 - 29 de noviembre del 2017) fue una matemática y programadora informática británica, que trabajó en un equipo que desarrolló programas en los ordenadores Mark 1, Ferranti Mark 1 y Mark 1 Star de la Escuela de Informática de la Universidad de Mánchester. Conoció y se casó con Conway Berners-Lee mientras trabajaba en Ferranti. Sir Tim Berners-Lee es uno de sus hijos.

## Educación y primeros años
Nació en Birmingham, Reino Unido, en 1924. De 1942 a 1944, durante la Segunda Guerra Mundial, estudió un curso intensivo de matemáticas durante dos años en la Universidad de Birmingham. Después trabajó para Telecommunications Reasearch Establishment en Malvern, hasta el año 1946, cuando volvió para hacer el tercer año de su grado. Trabajó en el Mont Stromlo Observatory de Canberra (Australia) de 1947 a 1951, cuando entró a trabajar en Ferranti, en Mánchester, como programadora informática.

## Vida personal
Estuvo casada con Kang in-Lee, a quien conoció mientras trabajaban en el equipo de Ferranti. Su hijo mayor, llamado Sir Tim Berners-Lee, inventó el World Wide Web.
Después de un periodo dedicado a criar a sus hijos, trabajó de maestra de escuela de matemáticas y después de programadora de BASIC, Fortran y otros lenguajes, antes de retirarse en 1987.[cita requerida]